# Baby You're Right
"Baby You're Right" é uma canção rhythm and blues composta por Joe Tex. Joe a gravou pela Anna Records em 1961 lançando como Lado-B do single. Mais tarde naquele mesmo ano James Brown gravou a canção, alterando a melodia e letra e adicionando crédito para si mesmo como compositor. Lançada como single pela King Records, a versão de James foi um sucesso, alcançando o número 2 da parada R&B e 49 da Pop em 1962. Também aparece no álbum Think!. Um take alternativo da canção foi incluída no box set de 1991 Star Time.
Tex regravou "Baby You're Right" pela Checker Records em 1965.